# ريكارد فانيلي
ريكارد فانيلي (بالإيطالية: Richiard Vanigli)‏ (1 يونيو 1971 بفورلي في إيطاليا - ) هو لاعب كرة قدم إيطالي في مركز الدفاع. لعب مع إيه سي ميلان ونادي أنكونا ونادي إمبولي ونادي فاريسي ونادي ليتشي ونادي ليفورنو وكوسينزا كالشيو وACD Castel di Sangro Cep 1953 ‏ وForlì FC ‏ وCosenza Calcio 1914 ‏.

## روابط خارجية
- ريكارد فانيلي على موقع إي إس بي إن إف سي (الإنجليزية)
- ريكارد فانيلي على موقع قاعدة بيانات كرة القدم.إي يو (الإنجليزية)
- ريكارد فانيلي على موقع عالم كرة القدم.نت (الإنجليزية)